# Jeong You Jeong
Jeong You Jeong, in hangŭl: 정유정 (latinizzata anche in Jeong Yu-jeong; Contea di Hampyeong, 15 agosto 1966), è una scrittrice sudcoreana.

## Biografia
Nata il 15 agosto 1966 nella Contea di Hampyeong, prima di dedicarsi alla scrittura ha lavorato cinque anni come infermiera in un ospedale e nove nel campo dell'assicurazione sanitaria.
Dopo aver partecipato senza successo a 11 concorsi letterari, ha vinto, all'età di 41 anni, il Premio per la letteratura giovanile Segye con il romanzo Nae Insaeng-ui Spring Camp.
In seguito si è specializzata nel genere thriller (in forte ascesa in Corea del Sud) e nell'analisi dei lati oscuri e malati della mente umana come in Le origini del male, romanzo ispirato a una storia vera.
Le sue opere hanno fornito il soggetto per due pellicole cinematografiche: Nae simjang-eul sswara nel 2015 e 7 Nyeoneui bam nel 2018.
Accostata dai critici ad autori quali Stephen King, i suoi libri hanno venduto quasi due milioni di copie e sono stati tradotti in 19 lingue.

## Opere (parziale)

### Romanzi
- Yeolhan Sal Jeongeun-i (열한 살 정은이) (2000)
- Ibyeolboda Seulpeun Yaksok (이별보다 슬픈 약속) (2002)
- Mabeop-ui Sigan (마법의 시간) (2004)
- Nae Simjang-eul Sswara (2009)
- 7-nyeon-ui Bam (7년의 밤) (2011)
- 28 (2013)
- Le origini del male [Jong-ui Giwon (종의 기원), 2016], Milano, Feltrinelli, 2019 traduzione di Massimo Gardella ISBN 978-88-07-03337-7.
- Jin-i, Ji-ni (진이, 지니) (2019)

### Letteratura per ragazzi
- Nae Insaeng-ui Spring Camp (내 인생의 스프링캠프) (2007)

### Saggi
- Jeong-yujeong-ui himallaya hwansangbanghwang (정유정의 히말라야 환상방황) (2014)

## Adattamenti cinematografici
- Nae simjang-eul sswara, regia di Mun Che-yong (2015) dal romanzo Nae Simjang-eul Sswara
- 7 Nyeoneui bam, regia di Choo Chang-min (2018) dal romanzo 7-nyeon-ui Bam

## Premi e riconoscimenti
Premio per la letteratura giovanile Segye
- 2007 per Nae insaeng-ui spring camp

Premio letterario Segye
- 2011 per Nae Simjang-eul Sswara